# Raja Club Athletic (natation)
Pour le club omnisports, voir Raja Club Athletic (omnisports).
Pour les articles homonymes, voir RCA.
Le Raja Club Athletic,  abrégé en  RCA Natation (en arabe: نادي الرجاء الرياضي), est un club marocain de natation fondé le 8 novembre 1984 et affilié à la Fédération royale marocaine de natation. Basée à Casablanca, la section natation est l'une des nombreuses sections du Raja Club Athletic, club omnisports fondé le 20 mars 1949.
La section natation du Raja CA est fondée en 1984 par Abdelkader Retnani. Elle fait partie des sections les plus actives et les plus performantes du club autant sur le niveau des titres que sur le niveau structurel et administratif.
Considérée comme l'une des prestigieuses écoles au niveau national
, le Raja Natation a formé plusieurs champions qui ont rejoint l'équipe nationale et défendu le drapeau marocain dans les compétitions continentales et internationales.

## Histoire

### Genèse du club (1984-1988)
La création de la section de natation du Raja CA remonte au 8 novembre 1984, à l'issue d'une réunion tenue à Casablanca. Plusieurs personnalités rajaouis ont contribué à la mise en place de cette section qui fut dirigée par son président fondateur Abdelkader Retnani. Ce dernier est considéré parmi les personnalités littéraires marquantes au Maroc et un des plus anciens éditeurs marocains de livres en français, depuis les années 1970. Retnani se battait pour la politique de promotion du livre au Maroc auprès des jeunes et luttait également pour renforcer les institutions de la société civile et les associations sportives dans le but d'encadrer la classe ouvrière qui était historiquement proche du Raja.
Au début des années 1980, le Raja possédait une dizaine de sections dans plusieurs disciplines à l'exception de la natation. Le retard dans la création d'une équipe qui représente les Aigles Verts en ce sport, était principalement dû à l'absence totale d'infrastructures dédié à cette discipline.
L'ouverture de la piscine olympique au Complexe Mohammed V le 23 août 1983, a encouragé les dirigeants du Raja à franchir le pas de la création de la section, il a donc été décidé en 1983 de former une équipe de nageurs afin de porter les couleurs du club dans les compétitions nationales organisées par la fédération.
Finalement l'idée a été mise en œuvre en novembre 1984, le premier bureau dirigeant du club se composait du président Abdelkader Retnani, Abdellatif Laâski, Idriss Chaâbi, Dr. Abdeljalil Lahrably, Abdelmoula Lemsioui, El Bahi, Bennezha, Saadi et Cherkaoui.
En 1985, le Raja commença ses activités sous la houlette des deux premiers encadreurs du clubs: Mohamed Fikri qui s'occupait des nageurs de la piscine olympique de la Salle Mohammed V alors que Adnane Bouziane entraînait à la piscine qui se trouve au sous-sol du Stade Mohammed V.
L'équipe du Raja bénéficiera de l'expérience de ces deux entraîneurs qui utiliseront ces deux piscines pour former la première génération de nageurs des verts.
En 1986, Abdelkader Retnani est élu président de la section football du Raja, et pour se consacrer à ce poste, Il préfère ne pas renouveler son mandat avec le Raja Natation. Alors c'est Hamid Skalli qui prendra le relais à partir de 1988.

### Premiers succès et âge d'or (1988-2006)
La présidence de Hamid Skalli a été marquée par une étape brillante et importante dans l'histoire du club, car c'est lui qui se chargera de restructurer le club sur tous les niveaux. Le nouveau président a donné au Raja une véritable stature avec des champions qui ont levé bien haut les couleurs nationales lors des meetings internationaux.
Hamid Skalli restera au sein de la direction du raja pendant 20 ans, il a présidé aux destinées des Verts durant plusieurs mandats de 1988 à 2006. Il deviendra donc une des figures de proue de la natation rajaouie et nationale vu qu'il a incarné une génération de dirigeants intègres, connus pour leur amour pour le sport en général et la natation en particulier ce qui va incité les responsables de la natation marocaine à l'élire président de la Fédération royale marocaine de Natation pendant plusieurs années.
Le comité du Raja entra dans un grand conflit avec la Fédération à cause de l'affaire Sara El Bekri en 1999 puis en 2003 après que la FRMN est revenu, sur sa décision relative à l'homologation de 13 licences délivrées au Raja concernant le transfert de nageurs mineurs dont les parents ont opté pour les faire nager sous les couleurs du Raja. Cette décision considéré illégale par le Raja et qui avait pour but d'empêcher les nageurs de rapporter des points à leur nouveau club,.
Le rayonnement de la section natation du Raja a connu ses moments de gloires à côté du voisin le WAC, de là, on en déduit la raison de cette rivalité qui a poussé chaque club à chercher à avoir une influence sur la FRMN.

### Recherche de l'équilibre (2006-2012)
Après le décès de Skalli en juin 2006, le comité du club a tenu à lui rendre hommage, en mettant sur pied un mémorial Raja Meeting qui portera son nom, cette compétition où le Raja aura un record de médailles. Et c'est l'un des fondateurs du club, Driss Chaabi qui tiendra le flambeau et accèdera à la présidence du comité, et son mandat durera quatre ans jusqu'en 2010. L'année où Tawfiq Brahimi sera élu président du club, sachant qu'il était en même temps président de la fédération royale marocaine de natation.

### Reconstruction et renouveau (depuis 2012)
En 2012, Abid Iraqui est nommé à la tête du Raja Natation. Jeune passionné du Raja et de la natation, il déclare que les deux couloirs restent tout de même insuffisants pour toute progression technique à un moment où d'autres clubs installés à Meknès ou Rabat ont leurs propres piscines. Malgré cela et quelques difficultés financières, les Aigles Verts sentent un air de stabilité, continuité et de développement contrairement aux autres sections rajaouies.
Le comité actuel, avec une trentaine d'adhérents, entament un travail professionnel sur tous les plans ce qui a abouti à un bilan fort et encourageant chez l'équipe et surtout chez cette nouvelle génération de jeunes talents dont on citera : Ines Khyara, Imad El Moustakim, Zineb Zouheiri, Fatima Zahra Moufakir, Adnane Badrani, Mouad El Moustakim, Drayef Yasmine, Douha Hind , Nizar Ben Sar, les frères Flyou, Azhar My Driss, Nidal Jaffal, ainsi que la célèbre championne de natation 50m nage libre Maha Louardi; un groupe de jeunes athlètes formé par le club et que l'on ne tardera pas à les voir hisser le drapeau national.
En juin 2022, le Raja Natation termine en deuxième position du Trophée Moulay Hassan avec 11860 points derrière le FUS qui a collecté 27191 points. Quelques jours après, les Verts vont occuper la troisième place en Coupe du trône avec 13561 points derrière le WAC (14698 points) et le FUS (36031 points).
Le 24 juillet 2022, le Raja a remporté le premier Championnat régional de natation et de plongeon pour la région Casablanca-Settat. Le championnat a été marqué par les performances de la prometteuse Marwa Touhami, qui remporté pour le Raja 7 médailles d'or et une d'argent, en plus de deux médailles d'argent et de bronze dans les épreuves de relais.

## Palmarès
- Championnat du Maroc de natation (1)
  - Champion en 2016[11].
  - 3e en 2019.
- Coupe du trône de natation (3)
  - Champion en 1992, 2014 et 2016.
  - 2e en 2025[12].
  - 3e en 2015 et 2022[13].
- Championnat du Maroc de natation (dames) (2)
  - Champion en 1995 et 2019.
- Coupe du trône de natation (dames) (1)
  - Champion en 2019.
- Championnat régional de natation et de plongeon (1)
  - Vainqueur en 2022.
- Ligue de Casablanca (1)
  - Vainqueur en 2010
- Championnat du Maroc de natation (juniors) (2)
  - Champion en 1996 et 2015.
- Championnat du Maroc en natation (juniors-dames) (1)
  - Champion en 2014
- Championnat du Maroc en natation (cadettes) (1)
  - Champion en 2014

### Records nationaux
La liste présente les records du Maroc que détiennent les nageurs actuels ou anciens ou formés au Raja.

#### Dames bassin de 50 mètres
(Mis à jour le 13 août 2012)
| Discipline                         | Temps          | Athlète | Naissance           | Âge         | Club         | Compétition                                  | Lieu        | Date              |
| ---------------------------------- | -------------- | --- | ------------------- | ----------- | ------------ | -------------------------------------------- | ----------- | ----------------- |
| Nage libre                         |                | |                     |             |              |                                              |             |                   |
| 50 m                               | 27 s 35        | Sara El Bekri                                                                                                | 1987                | 24          | RCA Natation | Jeux panarabes (f)                           | Doha        | 20 décembre 2011  |
| 100 m                              | 58 s 30        | Sara El Bekri                                                                                                | 1987                | 23          | RCA Natation | Championnats d'Afrique (f)                   | Casablanca  | 14 septembre 2010 |
| 200 m                              | 2 min 03 s 10  | Sara El Bekri                                                                                                | 1987                | 24          | RCA Natation | Jeux panarabes (f)                           | Doha        | 17 décembre 2011  |
| 400 m                              | 4 min 17 s 55  | Sara El Bekri                                                                                                | 1987                | 24          | RCA Natation | Jeux panarabes (f)                           | Doha        | 19 décembre 2011  |
| 800 m                              | 8 min 49 s 57  | Sara El Bekri                                                                                                | 1987                | 25          | RCA Natation | Grand prix Jean Boiteux (s)                  | Bordeaux    | 24 février 2012   |
| 1500 m                             | 17 min 04 s 85 | Sara El Bekri                                                                                                | 1987                | 25          | RCA Natation | 26e meeting de Sarcelles - Val de France (s) | Sarcelles   | 17 février 2012   |
| Brasse                             |                | |                     |             |              |                                              |             |                   |
| 50 m                               | 31 s 54        | Sara El Bekri                                                                                                | 1987                | 22          | RCA Natation | Championnats de France                       | Montpellier | 22 avril 2009     |
| 100 m                              | 1 min 08 s 21  | Sara El Bekri                                                                                                | 1987                | 22          | RCA Natation | Jeux olympiques (s)                          | Londres     | 29 juillet 2012   |
| 200 m                              | 2 min 25 s 86  | Sara El Bekri                                                                                                | 1987                | 24          | RCA Natation | Jeux olympiques (d)                          | Londres     | 1er août 2012     |
| Papillon                           |                | |                     |             |              |                                              |             |                   |
| 50 m                               | 28 s 96        | Sara El Bekri                                                                                                | 1987                | 25          | RCA Natation | 26e meeting de Sarcelles - Val de France (f) | Sarcelles   | 17 février 2012   |
| 200 m                              | 2 min 16 s 21  | Sara El Bekri                                                                                                | 1987                | 24          | RCA Natation | Jeux panarabes (f)                           | Doha        | 19 décembre 2011  |
| 4 nages                            |                | |                     |             |              |                                              |             |                   |
| 200 m                              | 2 min 17 s 24  | Sara El Bekri                                                                                                | 1987                | 24          | RCA Natation | Jeux panarabes (f)                           | Doha        | 22 décembre 2011  |
| 400 m                              | 4 min 48 s 04  | Sara El Bekri                                                                                                | 1987                | 24          | RCA Natation | Jeux panarabes (f)                           | Doha        | 18 décembre 2011  |
| Relais équipe nationale nage libre |                | |                     |             |              |                                              |             |                   |
| 4 × 100 m                          | 4 min 02 s 77  | Sara El Bekri 58 s 73 Rania El Abdi 1 min 03 s 36 Marwa El Banar 1 min 00 s 34 Noufissa Chbihi 1 min 00 s 34 | 1987 1994 1995 1990 | 24 17 16 21 | RCA Natation | Jeux panarabes (t)                           | Doha        | 18 décembre 2011  |

#### Dames bassin de 25 mètres
(Mis à jour le 17 décembre 2011)
| Nage libre |               |               |      |    |              |                                       |           |                  |        |        |        |        |        |        |        |        |        |
| 50 m       | 27 s 35       | Sara El Bekri | 1987 | 24 | RCA Natation | Championnats du Maroc (s)             | Meknès    | 10 avril 2011    |        |        |        |        |        |        |        |        |        |
| 100 m      | 59 s 09       | Sara El Bekri | 1987 | 23 | RCA Natation |                                       |           | 13 octobre 2010  |        |        |        |        |        |        |        |        |        |
| 200 m      | 2 min 03 s 45 | Sara El Bekri | 1987 | 24 | RCA Natation | Championnats du Maroc (s)             | Meknès    | 9 avril 2011     |        |        |        |        |        |        |        |        |        |
| 400 m      | 4 min 23 s 33 | Sara El Bekri | 1987 | 20 | RCA Natation |                                       |           | 9 décembre 2007  |        |        |        |        |        |        |        |        |        |
| 800 m      | 8 min 54 s 51 | Sara El Bekri | 1987 | 24 | RCA Natation | Meeting national d'automne (s)        | Compiègne | 13 novembre 2011 | Brasse | Brasse | Brasse | Brasse | Brasse | Brasse | Brasse | Brasse | Brasse |
| 50 m       | 31 s 38       | Sara El Bekri | 1987 | 24 | RCA Natation | Championnats de France (f)            | Angers    | 4 décembre 2011  |        |        |        |        |        |        |        |        |        |
| 100 m      | 1 min 06 s 50 | Sara El Bekri | 1987 | 24 | RCA Natation | Championnats de France (f)            | Angers    | 2 décembre 2011  |        |        |        |        |        |        |        |        |        |
| 200 m      | 2 min 23 s 54 | Sara El Bekri | 1987 | 24 | RCA Natation | Championnats de France (s)            | Angers    | 3 décembre 2011  |        |        |        |        |        |        |        |        |        |
| Papillon   |               |               |      |    |              |                                       |           |                  |        |        |        |        |        |        |        |        |        |
| 50 m       | 28 s 97       | Sara El Bekri | 1987 | 24 | RCA Natation | Championnats du Maroc (s)             | Meknès    | 10 avril 2011    |        |        |        |        |        |        |        |        |        |
| 100 m      | 1 min 02 s 58 | Sara El Bekri | 1987 | 24 | RCA Natation | Meeting national d'automne sprint (s) | Compiègne | 13 novembre 2011 |        |        |        |        |        |        |        |        |        |
| 4 nages    |               |               |      |    |              |                                       |           |                  |        |        |        |        |        |        |        |        |        |
| 100 m      | 1 min 02 s 98 | Sara El Bekri | 1987 | 23 | RCA Natation | Championnats du monde (s)             | Dubaï     | 16 décembre 2010 |        |        |        |        |        |        |        |        |        |
| 200 m      | 2 min 15 s 39 | Sara El Bekri | 1987 | 23 | RCA Natation | Championnats du monde (s)             | Dubaï     | 18 décembre 2010 |        |        |        |        |        |        |        |        |        |
| 400 m      | 4 min 48 s 22 | Sara El Bekri | 1987 | 23 | RCA Natation | Championnats du monde (s)             | Dubaï     | 15 décembre 2010 |        |        |        |        |        |        |        |        |        |

## Personnalités

### Présidents
Voici la liste officielle des présidents de la section natation du Raja Club Athletic, depuis Abdelkader Retnani, le président fondateur en 1984, jusqu'à Abid Iraqui qui occupe le poste depuis 2012.
| Rang | Nom                | Période   |
| ---- | ------------------ | --------- |
| 1    | Abdelkader Retnani | 1984-1988 |
| 2    | Hamid Skalli       | 1988-2006 |
| 3    | Driss Chaabi       | 2006-2010 |
| 4    | Toufiq Ibrahimi    | 2010-2012 |
| 5    | Abid Iraqui        | 2012-     |

Le premier président du club Abdelkader Retnani a aussi présidé la section de football. Éditeur depuis les années 1980, il a été ancien secrétaire général de l'Association des éditeurs africains francophones et président de l'Union des éditeurs marocains. Il est également consultant auprès de plusieurs organisations internationales, telles que l'Agence intergouvernementale de la Francophonie et l'UNESCO. Retnani a été décoré par le roi Hassan II du Ouissam alaouite en 1993.
Le deuxième président Hamid Skalli, qui peut être considéré comme le président le plus influent de l'histoire des Verts, a aussi présidé la Fédération royale marocaine de natation et il fait partie des fondateurs de la Fédération royale marocaine de basket-ball. Skalli était également directeur du complexe Sportif Mohammed V pendant de longues années avant de prendre sa retraite. En 1996, il fut décoré par le roi Hassan II, à Fès, du Ouissam Allaoui à l'occasion de la finale de la Coupe du Trône entre le Raja et les FAR.

### Principaux nageurs
Plusieurs grands nageurs ont fait honneur aux couleurs du Raja en commençant par les nageuses Yasmine Skalli, Fatine Louhaichi et la légende Sara El Bekri double qualifiée aux Jeux olympiques. Saddam Fajri a aussi marqué les années 2000 à 2009 étant l’un des nageurs les plus titrés de l’histoire du club. Sans oublier Mouna El Bekri ainsi que Khalili Ikram. 
Encore plus récemment, les nagwur Imad El Moustakim, Ahmed Yassine Fliyou, Merwane Elmerini, Ines Khiyara, Lina Khiyara, Youssef Tibazi qui ont participé aux championnats du Monde, les poloistes Dinouri Mohamed, Wafir Abdelkrim, Adil Raki, Mohamed Metoua, Hassan Belhadi, Feu Adnane sous la conduite de Feu Mohamed Ruiz.

## Aspects socio-économiques
Le rapport financier de la saison 2018-2019 a enregistré un déficit de 54.197,45 dirhams. Les recettes s'élevaient à 479 400 dirhams, tandis que les dépenses s'élevaient à 533 597,45 dirhams.

## Structure du club

### Formation
Les catégories dont disposent l'école du Raja de Natation : 
- Avenirs : 6 - 9 ans
- Poussins : 10 - 11 ans
- Benjamins : 12 - 14 ans
- Minimes : 15 ans
- Cadets : 16 - 17 ans
- Juniors : 18 - 20 ans
- Seniors : 21 ans et plus

Les disciplines proposés par le club sont la natation en piscine, natation en eau libre, waterpolo, il y avait aussi le plongeon et la natation synchronisée.

### Infrastructures
Contrairement à des clubs comme le CODM, l'US Cheminot et l'AS Justice qui ont leur propres piscines, le Raja nage principalement dans la piscine du Complexe Mohamed V. Les Verts utilisent également les piscines de la CNSS, ainsi que celle de la CIH Bank à Bouznika.